# يون هيون مين
يون هيون مين (مواليد 15 أبريل 1985) هو ممثل ولاعب كرة قاعدة معتزل كوري جنوبي، قام بدور البطولة في مسلسل حبيبي هولو.

## روابط خارجية
- يون هيون مين على موقع IMDb (الإنجليزية)
- يون هيون مين على موقع قاعدة بيانات الفيلم (الإنجليزية)
- يون هيون مين على موقع كينوبويسك (الروسية)